# جان دلورین
جان دلورین (انگلیسی: John DeLorean; ۶ ژانویهٔ ۱۹۲۵ – ۱۹ مارس ۲۰۰۵) کارآفرین و مهندس اهل ایالات متحده آمریکا بود، که در سال ۱۹۷۵ شرکت دلورین موتور را تأسیس کرد.